# Arduino Intel Galileo
Arduino Intel Galileo je v informatice název malého jednodeskového počítače založeného na mikrokontrolerech ATmega od firmy Atmel. Tato deska vznikla se společností Intel a je i první deskou, která běží na čipu od Intelu. Najdeme zde dvě USB, microSD slot a Ethernet.

## Technické informace
| Mikroprocesor                    | Intel Quark SoC X1000 32-bit |
| Provozní napětí (logická úroveň) | 5V                           |
| Vstupní napětí (doporučeno)      | 5V                           |
| Počet digitálních I/O pinů       | 14 pinů, z toho 6 s PWM      |
| Počet analogových vstupů         | 6 pinů                       |
| Proudové zatížení na 1 pin       | 800 mA                       |
| Rychlost hodin                   | 400 MHz                      |